# François de Créquy
François, rytíř z Créquy a markýz válečného námořnictva (1625 – 3. února 1687) byl maršál Francie.

## Život
Narodil se do vojenského rodu Créquy, jehož kořeny sahají až do 10. století. Již jako jinoch se zúčastnil třicetileté války, během níž vynikl svými schopnostmi tak mimořádně, že již ve věku dvaceti šesti let získal hodnost maréchal de camp (maršál tábora, polní maršál) a generálporučíkem se stal dříve než dosáhl věku třiceti let. Byl považován za jednoho z nejbrilantnějších mladších důstojníků a brzy se díky své věrnosti dvoru během druhé Frondy dostal do obliby Ludvíka XIV.
V roce 1667 sloužil na Rýně a roku 1668 velel krycí armádě během Ludvíkova obléhání Lille. Po kapitulaci města jej král odměnil hodností maršála Francie. Roku 1670 obsadil Lotrinské vévodství. Krátce poté Turenne, jeho starý velitel, byl povýšen na maršál-generála a všichni maršálové mu byli podřízeni. Mnozí tomuto kroku odporovali a Créquy, jemuž jehož kariéra nepřerušených úspěchů přinesla silně přehnané sebevědomí, obzvláště - raději než sloužit pod Turennem, odešel do exilu.
Po smrti Turenna a odchodu Condého na odpočinek, se stal nejdůležitějším z generálů ve francouzském vojsku, ale jeho přílišné sebevědomí bylo potrestáno těžkou porážkou u Konzského mostu (1675) a kapitulací Trevíru, po níž následovalo jeho zajetí.
Po těchto neúspěších se však v pozdějších taženích francouzsko-nizozemské války opět projevil jako chladnokrevný, troufalý a velmi úspěšný velitel a, pokračuje v tradici Turenna a Condého, stal se svým způsobem vzorem pro mladší generály jako Luxembourga a Villarse. Zemřel v Paříži 3. února 1687.

## Rodina
Francois de Créquy měl dva syny, jejichž brilantní vojenské schopnosti mohly téměř soupeřit s jeho vlastními. Starší, François Joseph (František Josef), markýz z Créquy (1662-1702), již obdržel hodnost generálporučíka, když byl zabit u Luzzary 13. srpna 1702; a Nicolas Charles (Mikuláš Karel), pán z Créquy, byl zabit již dříve - v roce 1696 u Tournai ve věku dvaceti sedmi let.